# Orodes III
Orodes III was koning van de Parthen van vermoedelijk 4 tot 7 na Chr.
In 4 na Chr. zette de Parthische aristocratie Orodes' voorganger Phraataces af, volgens Flavius Josephus vanwege diens incestueuze huwelijk met zijn moeder. De aristocraten stelden Orodes III als zijn opvolger aan. Orodes was afkomstig uit de Parthische koningsdynastie van de Arsaciden, maar nadere gegevens over zijn afkomst zijn niet bekend. Hij was in ieder geval niet een zoon van een van de vorige Parthische koningen: de zonen van Orodes II waren vermoord, de zonen van Phraates IV verbleven als gijzelaars in Rome en Phraataces had nog geen kinderen.
Volgens Josephus stond Orodes slecht bekend in de publieke opinie vanwege zijn grote wreedheid, al is het mogelijk dat Josephus in zijn beschrijving overdrijft (evenals Romeinse geschiedschrijvers heeft Josephus een antipathie ten opzichte van de Parthen).
Orodes werd vermoord in een complot dat tegen hem gesmeed was. Josephus geeft twee versies van het gebeuren. De in zijn tijd meest gangbare versie is dat Orodes tijdens een jachtpartij is gedood, maar volgens Josephus zeggen anderen dat de moord tijdens een banket plaatsvond.
Na de moord op Orodes zond de Parthische aristocratie boden naar keizer Augustus met het verzoek een van de zonen van Phraates IV, die in Rome als gijzelaars verbleven, naar Parthië te zenden om het koningschap op zich te nemen. Augustus koos Vonones I uit als opvolger van Orodes.
Historici dateren Orodes' regering gewoonlijk van 4 tot 6 of 7 na Chr. Vanwege het geringe aantal munten dat van Orodes III is teruggevonden, menen sommigen echter dat zijn regeringsperiode aanmerkelijk korter is geweest.

## Antieke bronnen
- Flavius Josephus, Antiquitates Judaicae XVIII, 44-46 (= XVIII, 2 § 4)